# Habrocestum sapiens
Habrocestum sapiens là một loài nhện trong họ Salticidae.
Loài này thuộc chi Habrocestum. Habrocestum sapiens được Elizabeth Maria Gifford Peckham & George William Peckham miêu tả năm 1903.